# Giuseppe Dordoni
Giuseppe "Pino" Dordoni (Piacenza, 28 de junho de 1926 - Piacenza, 24 de outubro de 1998) foi um atleta e campeão olímpico italiano.
Especialista na marcha atlética, 'Pino' foi o sucessor do tricampeão olímpico italiano Ugo Frigerio e dominou a modalidade entre 1946 e 1957. Neste período ele conquistou 24 títulos nacionais, 11 deles na marcha de 10 km. Seus maiores sucessos, porém, foram na mais longa das marchas, os 50 km, onde se tornou campeão europeu em 1950 e conquistou a medalha de ouro em Helsinque 1952, com um novo recorde olímpico.
Depois de sua última participação em Jogos Olímpicos, Roma 1960, passou a treinar a equipe italiana de marcha atlética por décadas. Dois de seus pupilos, Abdon Pamich e Maurizio Damilano, também foram campeões olímpicos posteriormente. Ele também fez parte da direção da Federação Italiana de Atletismo e fazia parte do comitê de marcha atlética da IAAF quando morreu, de câncer, em 1998.
Por suas conquistas como atleta e seu trabalho posterior pelo atletismo italiano, foi condecorado com a Ordine al Merito della Repubblica Italiana em 1981.